# イエスの方舟事件
イエスの方舟事件（イエスのはこぶねじけん）とは、日本で1979年 - 1980年に発生した信仰集団「イエスの方舟」がマスコミによってバッシングされた事件である。

## イエスの方舟
イエスの方舟とは、主宰者の千石剛賢（せんごく たけよし、1923年7月12日 - 2001年12月11日）が開催していた聖書勉強会が母体となった集団である。千石は、1923年（大正12年）に兵庫県加西市の富裕な農家に生まれ、1943年（昭和18年）、20歳で海軍に入隊。終戦後は自営業である刃物工場の経営に失敗し、てきや、レストラン支配人など職を転々としながら教会に通い始める。常に何かに飢え、何かに怒っていた。20代は喧嘩に明け暮れる毎日だった。自分自身の気の短い性格に、いつかは傷害事件を起こしたりして最後は死刑になるのではないかとおびえていた。夫人と再婚後の1952年、大阪で聖書研究会に参加する。1960年にはその研究会会員10名とで東京都国分寺市に移動して「極東キリスト集会」を主宰し共同生活に入る。これが「イエスの方舟」の起源である。

## 経緯
1975年頃、会の名称を「イエスの方舟」と改めた。またこの頃から、家庭には居場所がないと感じていた信者が千石の活動に共感し、家庭を捨てて共同生活を始めるようになる。信者の多くは若い独身女性だったが、男性や既婚女性も含まれていた。その後、千石の体調が悪化したことと満足な布教活動ができなくなったことを理由に、1978年から千石は信者26人と共に全国を転々とし始める。
信者の家族は捜索願を出すとともに、マスコミにも千石を告発し、協力を依頼した。まずこれに反応したのが、婦人公論誌である。1980年に「千石イエスよ、わが娘を返せ」というタイトルで家族の手記を掲載し、千石を邪教の主宰者と糾弾した。次いで、産経新聞も反イエスの方舟キャンペーンを張り、そのほか多くのマスコミも、「千石ハーレム」「現代の神隠し」といった表現で同調する報道が続いた。1980年2月21日の衆議院予算委員会で民社党衆議院議員神田厚が「狂信的」団体として取り上げた。これに対して、当時の国家公安委員長であった後藤田正晴の発言によって警察が本格的に動き始め、イエスの方舟はカルト教団として、全国的に知られることになる。このころイエスの方舟の娘たちからマスコミに手紙が届いている。が、ほとんどのマスコミは千石が無理やり書かせたものだとして、無視した。このような世論の中でもサンデー毎日誌のみはイエスの方舟を偏りなく評価し、冷静な報道を続けた。当時の編集長である鳥井守幸がその中心人物であった。便箋20枚に書かれた手紙の行間に漂っている真面目さ、一途さに、これまでの方舟のイメージが根底から覆るかもしれないと背筋にぞっとする戦慄を覚えたという。他のマスコミからは「方舟の宣伝誌」などと批判されたが、姿勢に変化はなかった。
1980年6月17日、イエスの方舟たちはサンデー毎日の水面下での招きにより飛行機で上京する。羽田に降り立った娘たちを見たとき、鳥井は彼女らがあまりに普通のお嬢さんであることに驚いた。6月18日に千石は密かに熱海の出版社（製本会社）の社員寮に一時移動し、サンデー毎日記者と対面した。サンデー毎日は千石を匿うとともに、高木一を弁護士として依頼し、「千石イエス独占会見記」を掲載した。他のマスコミは一斉に反発した。事態はマスコミ戦争に発展した。こうした中の7月2日、千石に逮捕状が出る。名誉毀損、暴力行為などの容疑で5人に対して全国に指名手配がなされた。ところが、このことが新聞報道された7月3日午後6時50分、千石は持病の心臓病から狭心症を発症し緊急入院して、娘たちがマスコミの前に姿を現し会見を行った。このとき乱れたセックスがあったのではないかとの記者の質問に対し、娘らは「夫婦という関係以外では、（性的関係は）全くありません」と毅然と答えた。また、捜索願が出されている娘たちに関しては、親元へ帰された。実際に身柄を拘束されたのは韓国籍の1人で、外国人登録法違反で罰金8000円で釈放された。千石は半月後に出頭した。彼への取調は、任意調査にとどまり、書類送検されたものの翌年、容疑事実は無いとして不起訴処分の決定が下された。

## 事件後
千石は出頭したが、逮捕もされることはなく、会の実態が世間に知られるようになるにつれて、マスコミ報道は沈静化していった。千石は「おっちゃん」と呼ばれて慕われ、1980年12月に福岡市博多区中洲に移って「シオンの娘」というクラブを経営する。飲酒や同伴は全くなく、客はみな平等をモットーとしていた。
1993年、古賀市に「イエスの方舟会堂」を建設。2001年12月11日、福岡市の病院で千石が死去。78歳没。
「シオンの娘」は千石の死後も信者により運営されたが、建物の老朽化により2019年12月30日に閉店する。翌2020年春に東区香椎に移転し開店、さらに2023年に古賀市の古賀駅前に移転した。

## マスコミの報道姿勢
イエスの方舟に対するマスコミ報道は、『婦人公論』がバッシングの口火を切り、産経新聞が「邪教」キャンペーンを繰り広げ、それに対して『サンデー毎日』が「魔女狩り」として反論した構図である。山口昌男は、マスコミ報道が「聖なる怪物」型の神話に則っており、「奇異なるものを見て、自らの存在感を内から外から脅かす力が何であるかを知り、あわよくば、この怪物が退治されるのを見ることによって安堵の胸を撫で下ろしたいという見世物に対する読者の期待を満たした」と分析している。
なお、イエスの方舟に対する異常なバッシングとその反省から、マスコミはオウム真理教が問題を起こした際に批判を躊躇するようになり、結果として被害を拡大させるに至ったとも言われる。反対にサンデー毎日は、元信者の発言を掲載するなど、オウム真理教に関しては当初から批判的報道を行った。

## 事件を題材とした作品
- ドラマ・人間 第3話『イエスの方舟事件』（テレビドラマ、1981年7月13日、テレビ朝日・東映、主演：岡田英次）
- イエスの方舟 イエスと呼ばれた男と19人の女たち（テレビドラマ、1985年12月9日、TBS、主演：ビートたけし、文化庁芸術作品賞受賞）[13]
  - 池端俊策『池端俊策ベスト・シナリオセレクション〈2〉』（三一書房、1998年、ISBN 4380985563）
- 贖いの聖者（1991年、原作：大塚英志、漫画：白倉由美）
- 「方舟にのって 〜イエスの方舟45年目の真実〜」（2024年、TBS） - 千石イエス事件と死去後2024年現在も共同生活を継続する 「イエスの方舟」を取材したTBSによるドキュメンタリー番組・映画[14][15]